# Sterrenkinderen (new age)
Sterrenkinderen, sterrenmensen of sterrenzaden (Engels: star people of starseeds) zijn mensen die verklaren dat ze van een andere planeet of ander sterrenstelsel afkomstig zijn. Deze stroming is een variant van het geloof in het bestaan van buitenaards-menselijke hybriden, dat op zijn beurt deel uitmaakt van de new age-beweging.
Het begrip werd geïntroduceerd door Brad Steiger in zijn boek Gods of Aquarius uit 1976. Steiger stelt dat bepaalde mensen zijn ontstaan als buitenaardse wezens, waarna ze op aarde zouden zijn gekomen door hetzij de geboorte of door overplaatsing naar een reeds bestaand menselijk lichaam.

## Het geloof
Steiger beschreef "Star People" in zijn boek uit 1976 over gecontacteerde personen als "mensen die voortkomen uit een speciale genenpoel die verband houdt met bezoeken van buitenaardsen".
Ze beweren in menselijke levensvormen te komen en lijden aan hulpeloosheid en totaal geheugenverlies met betrekking tot hun identiteit, oorsprong en levensdoel. Het ontwakingsproces dat men naar eigen zeggen ervaart wordt beschreven als ofwel een geleidelijke reeks realisaties in de loop der tijd, ofwel een abrupt en dramatisch ontwaken van het bewustzijn. Door het ontwakingsproces herwinnen zij herinneringen aan hun verleden, oorsprong en missies.
Journalist Joel Achenbach van The Washington Post interviewde voor zijn boek Captured by Aliens: The Search for Life and Truth in a Very Large Universe mensen die zeiden dat zij sterrenkinderen van de Pleiaden waren, en merkte het contrast met ufologen op: "De sterrenzaden zijn precies het soort new age-figuren dat de traditionele ufologen niet kunnen uitstaan. Ufologen kijken naar buiten, naar het universum, voor antwoorden op het buitenaardse raadsel. New agers kijken naar binnen."

## Aanhangers
Aanhangers van het concept sterrenmensen/sterrenzaden zijn onder meer Sheldan Nidle, die de Planetary Activation Organization heeft opgericht. Er is een online aanhang.
Steiger vertelde dat Philip K. Dick hem eind jaren zeventig had bericht dat hij dacht dat hij misschien één van de sterrenmensen zou kunnen zijn, en dat zijn roman VALIS verwante thema's bevatte.